# Жълтушка
Жълтушка (Colias croceus) е вид пеперуда срещаща се и в България.

## Описание
Крилете са с размери 5,2–5,8 cm при мъжките, а при женските са 5,4–6,2 cm. Пеперудата е жълта, отгоре с оранжев оттенък и черен кант. Има характерно петно на предната част на задното крило.

## Разпространение
Разпространена е в Европа (с изключение на Феноскандия), Западна Азия и Северна Африка. В България се среща навсякъде.

## Начин на живот и хранене
Това е широко разпространен вид. Не е свързан с определен биотоп. Среща се предимно по ливади до 2500 м. н.в. Основни хранителни растения за гъсениците са люцерната (Medicago sativa) и видове от семейство Trifolium.